# Уилкенс, Карл

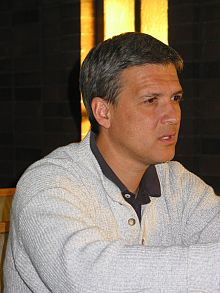
Карл Уилкенс

Карл Уи́лкенс (англ. Carl Wilkens; род. 20 ноября 1957, Такома-Парк, Мэриленд, США) — американский волонтёр и борец за права человека. Наиболее известен тем, что во время геноцида в Руанде в 1994 году отказался эвакуироваться, оставшись единственным в стране американцем, и, рискуя своей жизнью, спас от геноцида множество людей. Газета «The New York Times» назвала его «руандийским Раулем Валленбергом». Основатель некоммерческой образовательной организации «World Outside My Shoes» («Мир за пределами моих ботинок»). Путешествует по миру с лекциями о пользе добровольческого движения и о способах предотвращения массовых нарушений прав человека. Стал пастором. Родители — Джон и Эвелин Уилкенс, адвентисты седьмого дня.

## События в Руанде
Карл Уилкенс приехал с семьёй в Руанду весной 1990 года как сотрудник программы гуманитарной помощи агентства «Adventist Development and Relief Agency International» (ADRA), действовавшего под эгидой Церкви адвентистов седьмого дня.
После начала геноцида его семья вместе с работниками американского посольства и другими американцами была эвакуирована на машинах в Бурунди (использовать аэропорт было признано слишком опасным после уничтожения самолёта президента Жювеналя Хабиариманы). Однако сам Уилкенс наотрез отказался эвакуироваться, хотя и правительство США, и его церковь, и отец, и друзья настоятельно советовали ему это сделать. Уилкенс мотивировал своё решение тем, что не может покинуть и оставить на растерзание своих друзей из числа тутси, с которыми он жил и работал в Руанде.
Первые три недели после начала геноцида обстановка на улицах Кигали была настолько накалённой, что Уилкенс не мог даже выйти из дома. Однако, как только ему предоставилась такая возможность, он начал ездить по стране, пытаясь спасти людей.
Однажды, заехав в сиротский приют Гизимбы в кигалийском районе Ньямирамбо, Уилкенс обнаружил там около четырёхсот сирот и ещё множество беженцев тутси, окружённых пятьюдесятью вооружёнными боевиками интерахамве, готовящимися к бойне. Рассчитывая, что присутствие гражданина США может удержать боевиков, Уилкенс провёл ночь в приюте. На следующий день, используя свои связи, Уилкенс достал четыре гранаты для обороны приюта, и, оставив их руководителю приюта Дамасу Мутезинтаре Гизимбе, отправился за помощью в офис префекта Тарсиссе Рензахо (фр. Tharsisse Renzaho). Прибыв в офис, он обнаружил там Жана Камбанду — премьер-министра хуту, одного из организаторов всего геноцида. Однако, когда Уилкенс, руководствуясь чьим-то советом, попросил самого Камбанду о помощи в спасении приюта, тот неожиданно ответил согласием и лично гарантировал безопасность всем находящимся там людям. Камбанда сдержал слово, сироты и беженцы оказались спасены и позже переправлены Уилкенсом в безопасное убежище.
Уилкенс также сыграл решающую роль в спасении людей, находившихся в приюте Ватье и в церкви в Ньямирамбо. Во время геноцида Уилкенс передвигался на машине, на которой была нанесена надпись «ADRA SOS», многие руандийцы запомнили его под этим прозвищем.
Когда однажды вечером боевики интерахамве пришли в дом Уилкенса, чтобы убить его и домработницу из тутси, его соседи, женщины из числа хуту, встали перед входом в его дом и не допустили боевиков внутрь.
Карл Уилкенс был снят в нескольких документальных фильмах, посвящённых геноциду в Руанде, и в 2011 году опубликовал книгу «I’m not leaving».